# Pan Magoo (film)
Pan Magoo (ang. Mr. Magoo) – film z 1997 roku w reżyserii Stanleya Tonga.
Film został bardzo negatywnie odebrany przez krytyków, przez co serwis Rotten Tomatoes przyznał mu wynik 4%.

## Obsada
- Leslie Nielsen – Pan Quincy Magoo
- Kelly Lynch – Luanne Leseur
- Ernie Hudson – Agent Gus Anders
- Stephen Tobolowsky – Agent Chuck Stupak
- Nick Chinlund – Bob Morgan
- Matt Keeslar – Waldo
- Jennifer Garner – Stacey Sampanahoditra
- Miguel Ferrer – Ortega Peru
- Malcolm McDowell – Austin Cloquet